# Brieske

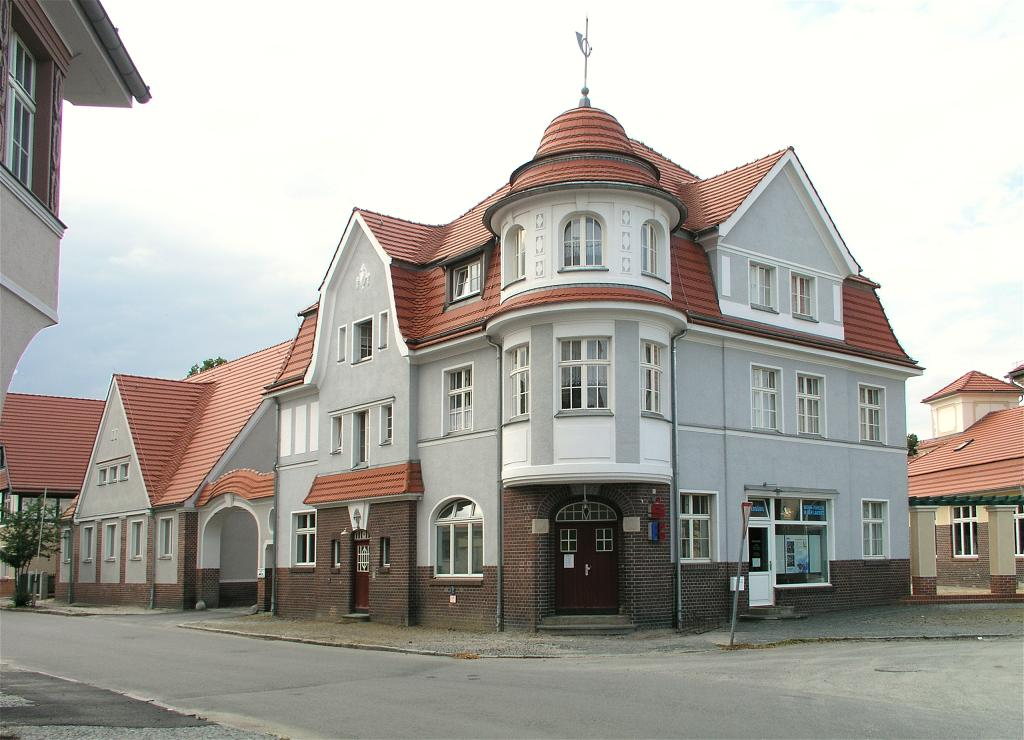
In der Gartenstadt Marga

Brieske (niedersorbisch Brjazki, obersorbisch Brězk) ist ein Ortsteil der brandenburgischen Kreisstadt Senftenberg im Landkreis Oberspreewald-Lausitz. Er liegt in der Niederlausitz am Senftenberger See sowie an der Schwarzen Elster.
Bekannt ist Brieske insbesondere für die im Ort gelegene Siedlung Gartenstadt Marga.

## Ortsgliederung
Brieske besteht aus zwei Ortslagen:
- Brieske-Marga und
- Brieske Dorf an der Landstraße nach Hohenbocka, ungefähr zwei Kilometer von Brieske-Marga in Richtung Biehlen, einem Gemeindeteil von Schwarzbach.

## Geschichte

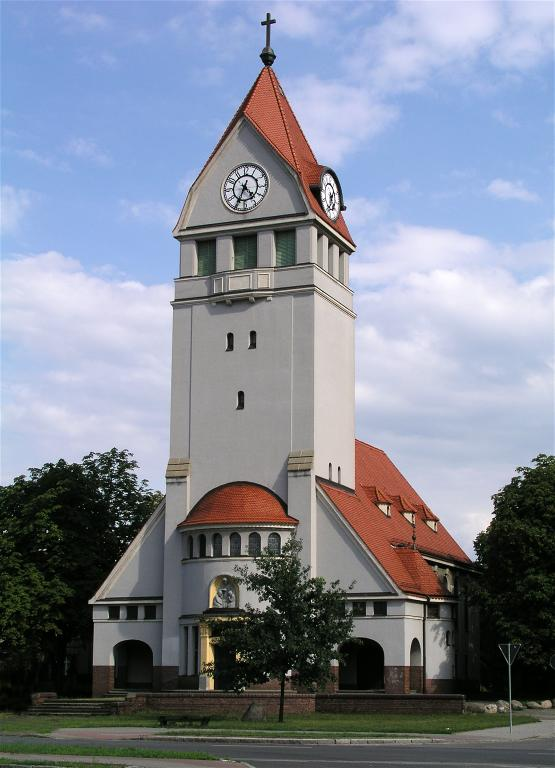
Martin-Luther-Kirche in der Gartenstadt Marga

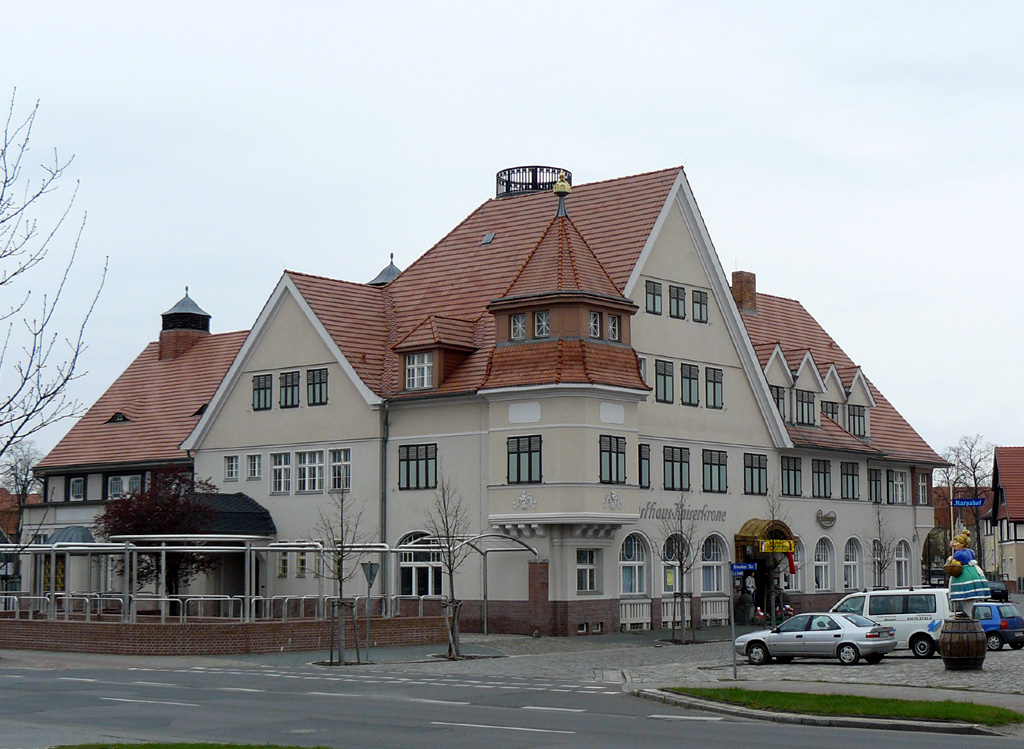
Die Kaiserkrone am Markt in Brieske

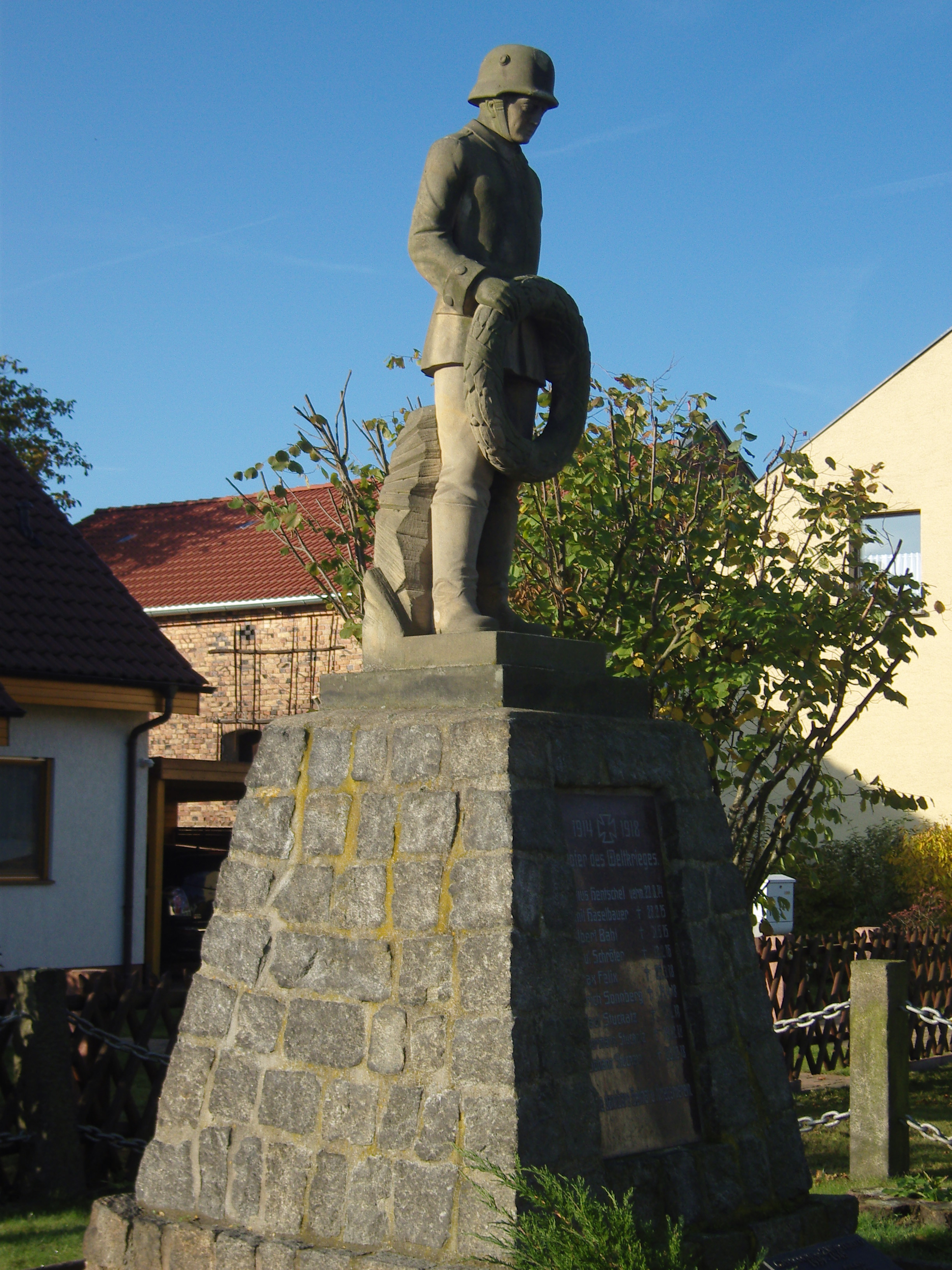
Kriegerdenkmal in Brieske Dorf

### Deutung und Entwicklung des Ortsnamens
Brieske wurde 1448 als Brehisk erstmals erwähnt. Der Name entwickelte sich über Breßk (1474) und Briesk (1529) zum heute genutzten verwandten Namen. Der Name Brieske geht zurück auf das sorbische Wort für „Birke“ (brěza, brjaza).

### Chronik
Das sorbische Zeilendorf war umgeben von Wasser und sumpfigen Wiesen. Bis zur Regulierung der Schwarzen Elster 1850 waren die Bodenerträge so gering, dass die Bewohner kein Zinsgetreide an das Amt Senftenberg abführen mussten. Ab 1906 mit der Industrialisierung und der Erschließung des Tagebaus Grube Marga durch die Ilse Bergbau AG änderte sich die wirtschaftliche Situation der Bewohner etwas. Durch den Zuzug von Industriearbeitern kam es zu einem starken Bevölkerungsanstieg. Für die Arbeiter der Grube wurde zwischen 1907 und 1915 eine Werkssiedlung mit Gartenstadtcharakter angelegt, die Gartenstadt Marga.
Am 1. Januar 1974 wurde der Nachbarort Niemtsch nach Brieske eingegliedert. Infolge der Wende kam es am 6. Mai 1990 zur Ausgliederung von Niemtsch. Mit Ablauf des 31. Dezember 2001 wurden beide Orte nach Senftenberg eingemeindet. Von 1992 bis zum 31. Dezember 2001 befand sich in Brieske der Verwaltungssitz des Amts Am Senftenberger See. Ortsbürgermeisterin ist Christina Nicklisch.

### Bevölkerungsentwicklung

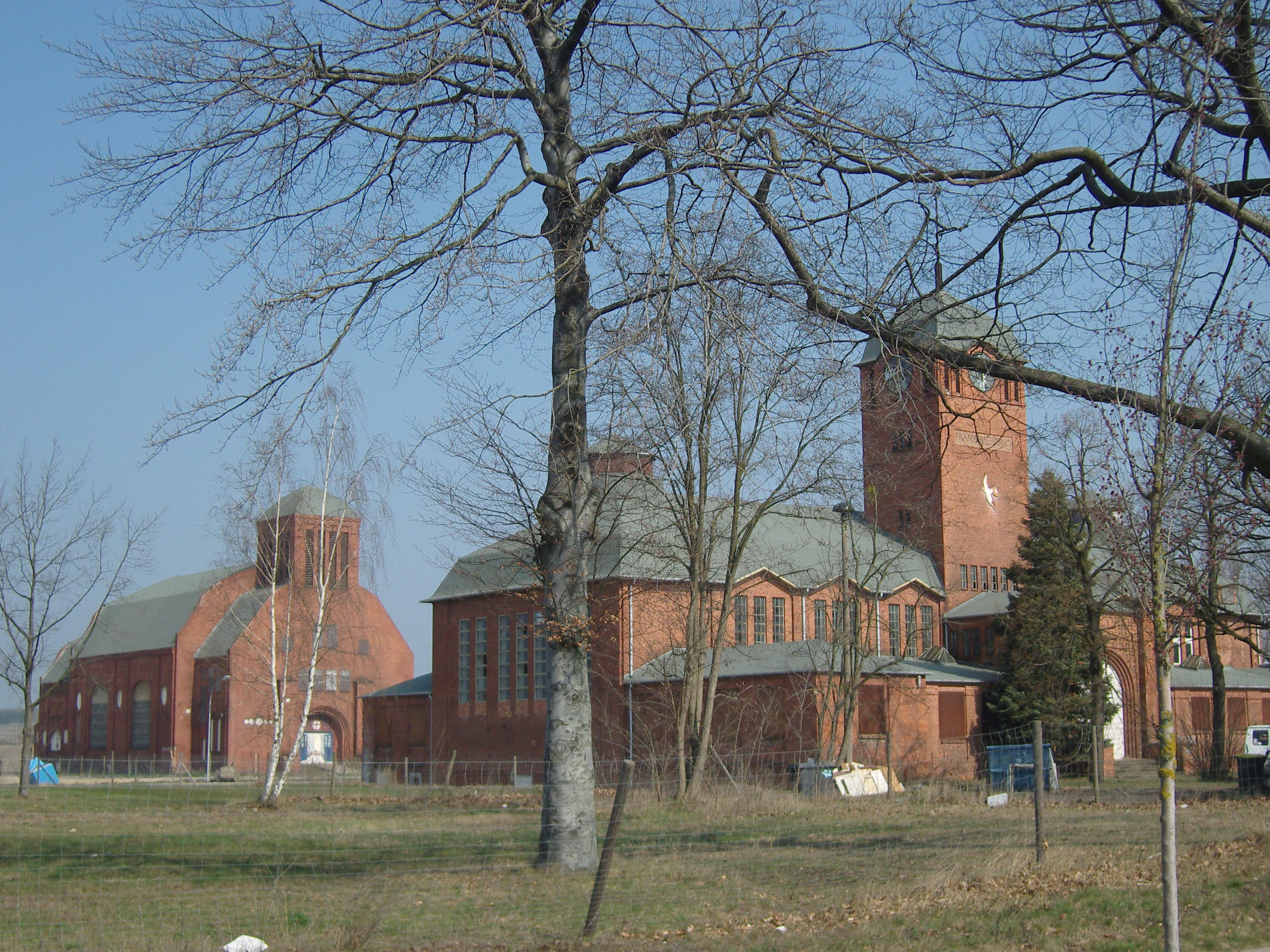
Badehaus und Maschinenhaus der Brikettfabrik Marga

| Einwohnerentwicklung in Brieske von 1875 bis 2000 | Einwohnerentwicklung in Brieske von 1875 bis 2000 | Einwohnerentwicklung in Brieske von 1875 bis 2000 | Einwohnerentwicklung in Brieske von 1875 bis 2000 | Einwohnerentwicklung in Brieske von 1875 bis 2000 | Einwohnerentwicklung in Brieske von 1875 bis 2000 | Einwohnerentwicklung in Brieske von 1875 bis 2000 | Einwohnerentwicklung in Brieske von 1875 bis 2000 | Einwohnerentwicklung in Brieske von 1875 bis 2000 | Einwohnerentwicklung in Brieske von 1875 bis 2000 | Einwohnerentwicklung in Brieske von 1875 bis 2000 | Einwohnerentwicklung in Brieske von 1875 bis 2000 |
| Jahr                                              | Einwohner                                         | Jahr                                              | Einwohner                                         | Jahr                                              | Einwohner                                         | Jahr                                              | Einwohner                                         | Jahr                                              | Einwohner                                         | Jahr                                              | Einwohner                                         |
| ------------------------------------------------- | ------------------------------------------------- | ------------------------------------------------- | ------------------------------------------------- | ------------------------------------------------- | ------------------------------------------------- | ------------------------------------------------- | ------------------------------------------------- | ------------------------------------------------- | ------------------------------------------------- | ------------------------------------------------- | ------------------------------------------------- |
| 1875                                              | 251                                               | 1933                                              | 3239                                              | 1964                                              | 3373                                              | 1989                                              | 2704                                              | 1993                                              | 2150                                              | 1997                                              | 2203                                              |
| 1890                                              | 234                                               | 1939                                              | 3160                                              | 1971                                              | 3063                                              | 1990                                              | 2438                                              | 1994                                              | 2115                                              | 1998                                              | 2067                                              |
| 1910                                              | 1761                                              | 1946                                              | 3214                                              | 1981                                              | 2802                                              | 1991                                              | 2366                                              | 1995                                              | 2044                                              | 1999                                              | 2057                                              |
| 1925                                              | 3206                                              | 1950                                              | 3492                                              | 1985                                              | 2670                                              | 1992                                              | 2235                                              | 1996                                              | 2193                                              | 2000                                              | 2299                                              |

## Kultur und Sehenswürdigkeiten
Die Gartenstadt gehört wie die ehemaligen Ledigenheime, das Maschinenhaus und das Waschhaus zu den Baudenkmalen in Senftenberg.
Das Literaturzentrum „Ich schreibe“ hat im ehemaligen Kaufhaus der Gartenstadt Marga, direkt am Briesker Marktplatz eine Begegnungsstätte mit Galerie eingerichtet.
Die Ausstellungen „Leben und Arbeiten in Marga“ sowie „Das schwarze Gold ist verbrannt“ können hier besichtigt werden.
In Brieske-Dorf steht eine Stieleiche, die als Naturdenkmal geschützt ist.

## Verkehrsanbindung
Der Bahnhof Brieske liegt an den Bahnstrecken Großenhain–Cottbus und Lübbenau–Kamenz, wird jedoch nicht im Personenverkehr bedient.
Die Bundesstraße 169 führte bis zur Eröffnung der Ortsumfahrung Senftenberg im November 2008 durch Brieske und seitdem nordwestlich um den Ort herum. Westlich der Ortslage befindet sich die Anschlussstelle Senftenberg-Südwest an der zugleich auf 2+1 Spuren erweiterten Bundesstraße.

## Sport

Logo des FSV Brieske-Senftenberg

Ein traditionsreicher Briesker Sportverein ist der FSV „Glückauf“ Brieske/Senftenberg e. V., dessen erste Fußballherrenmannschaft ab 1991 in der (damals drittklassigen) NOFV-Oberliga spielte. Nach einigen sportlichen Abstiegen spielt die Erste Mannschaft aktuell auf regionaler Ebene in Brandenburg.
Sportstätte ist die Elsterkampfbahn in Brieske. Vorläufer der Sektion Fußball des Vereins war der SC Aktivist Brieske-Senftenberg, der in der DDR-Oberliga spielte und 1963 in den SC Cottbus eingegliedert wurde, aus dem die spätere BSG Energie Cottbus hervorging.

## Persönlichkeiten
- Charlotte Eppinger (1915–1971), Politikerin (SED), Außenhandelsfunktionärin und Diplomatin der DDR, in Brieske geboren
- Horst Franke (1929–2006), Fußballspieler, geboren in Marga
- Heinz Stiller (1932–2012), Geophysiker, geboren in Brieske-Ost
- Volker Jakobitz (1943–2016), Kaufmann, Mitglied des Bayerischen Senats, geboren in Marga
- Petra Kalkutschke (* 1961), Schauspielerin, wuchs auf in Brieske-Ost
- Volkhard Jany (1944–2022), Fußballtorwart der DDR-Oberliga, geboren in Brieske-Ost